# Gruvprojektet Norra Kärr

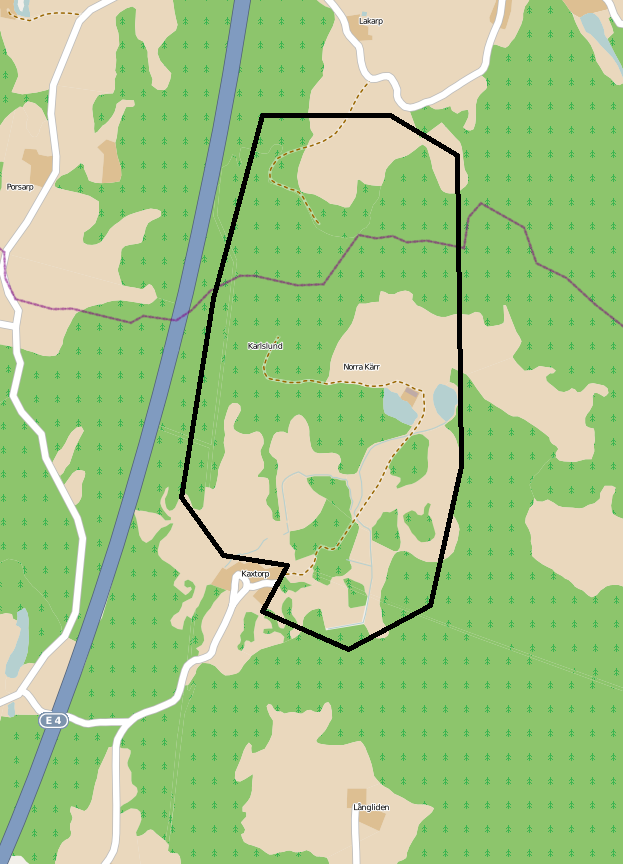
Den svarta polygonen utgör de ungefärliga gränserna för gruvprojektet Norra Kärr.

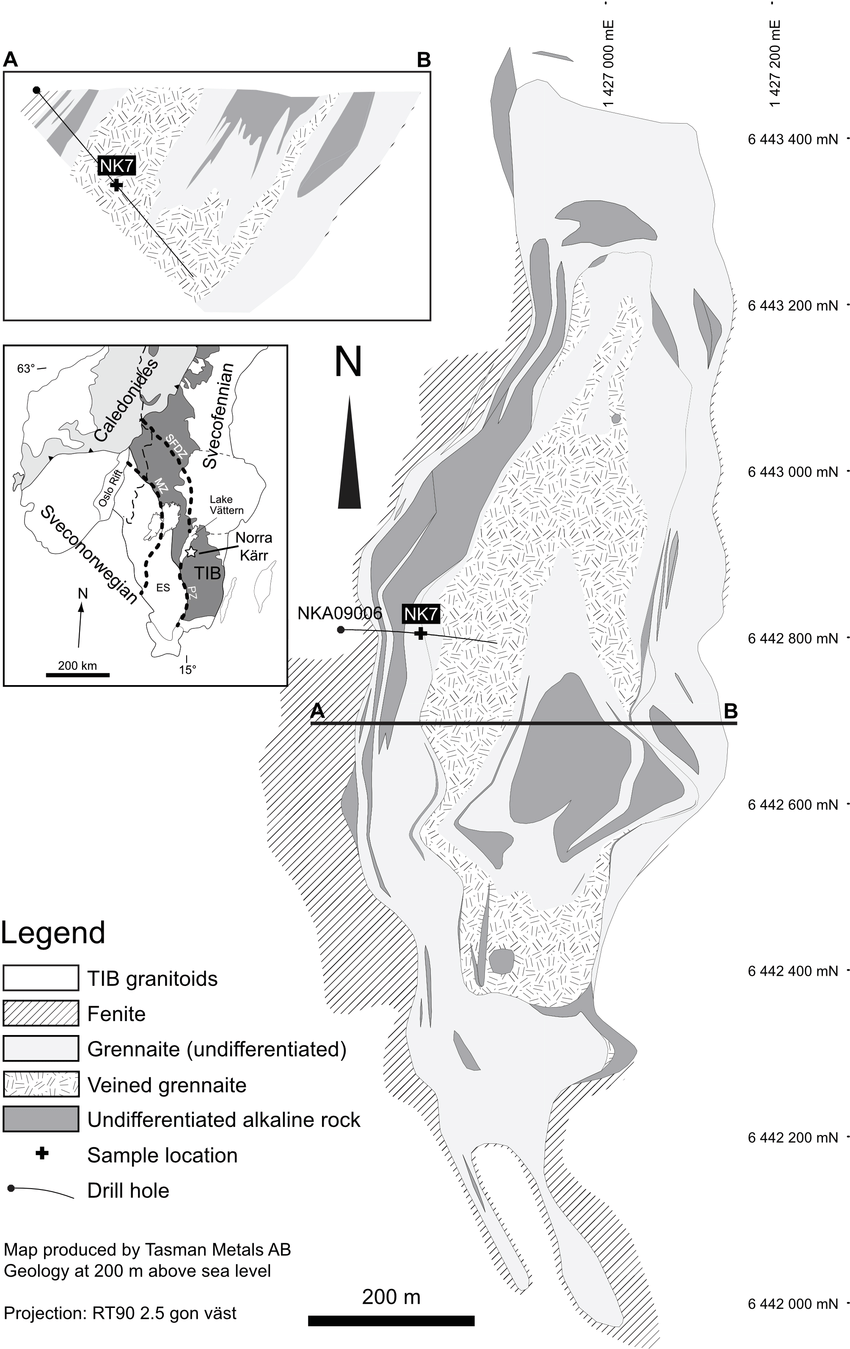
Förenklad geologisk karta över Norra Kärr

Gruvprojektet Norra Kärr är ett projekt som syftar till att undersöka om Norra Kärr, 15 kilometer norr om Gränna i Jönköpings kommun och Ödeshögs kommun, är en lämplig plats för brytning av vissa sällsynta jordartsmetaller, så kallade REE (Rare earth elements), vilket genomförda undersökningar antyder. 
Platsen är känd för att ha många ovanliga mineral och Norra Kärr är typlokal för fluoro-leakeit NaNa2(Mg2Al2Li)(Si8O22)F2.
Fyndigheten består av en spricka i urberget, som för omkring 1 545 miljoner år sedan fyllts med en nefelinsyenitisk alkalibergart. Huvudsakligen består formationen av grännait, som innehåller mineralen eudialyt och katapleiit. Andra bergarter i formationen innehåller bland annat alkaliamfibol, någon gång tillsammans med alkalipyroxen.

## Historik
Indikationer i början av 1900-talet ledde till att fyndigheten upptäcktes och beskrevs 1906 av geologen Alfred Elis Törnebohm. Under och strax efter andra världskriget sökte Sverige av utlandet oberoende tillgång till strategiska mineral och Boliden AB fick rätt till brytning som påbörjades 1949. Boliden bedömde att med den tidens teknik skulle separation av nefelin från fältspat och det järnhaltiga mineralet ägirin bli svår. Samtidigt hittades rika förekomster av monazit och zirkon i Brasilien.
Boliden AB återupptog utforskningen av nefelin, zirkon[källa behövs] och hafnium genom att gräva två diken tvärsöver fyndigheten.
Det norra diket som var 244 meter visade på 1,9 % ZrO2 (zirkoniumdioxid) och det södra diket som var 149 meter 1,49 % ZrO2. Täkttillståndet utnyttjades aldrig kommersiellt och Boliden gav upp sina rättigheter 2001.

## Riksintresse
Sveriges geologiska undersökning, SGU, har konstaterat att denna fyndighet är viktig både för Sverige och Europa. Myndigheten punktmarkerade 1994 att Norra Kärr utgjorde riksintresse avseende värdefulla ämnen och material enligt 2 kap. 7 § andra stycket lagen (1987:12) om hushållning av naturresurser mm.
I maj 2011 beslutade SGU en detaljavgränsning av det nämnda riksintresset enligt 3 kap. 7 § andra stycket miljöbalken.
Förslaget till detaljavgränsning hade sänts för kännedom och eventuella synpunkter till Jönköpings och Ödeshögs kommuner. Ödeshögs kommun avstyrkte förslaget utan motivering.
SGU och Statens naturvårdsverk har sammanställt en förteckning över förekomsten av ämnen och material som är eller kan bli av så stor betydelse från försörjningssynpunkt att de är av riksintresse enligt 2 kap 7 § andra stycket lagen (1987:12) om hushållning av naturresurser mm. (Beslut Dnr 41-58/93). Bestämmelserna har numera intagits i Miljöbalken.

## Arbeten 2009-2016
År 2009 fick det kanadensiska Tasman Metals Ltd (sedan 2016 Leading Edge Materials Corporation) undersökningskoncession för området. Större delen av området ligger i Jönköpings kommun, men den norra mindre delen ligger i Ödeshögs kommun på gården Lakarps mark. År 2009 lät Tasman utöra en geologisk studie av Norra Kärrområdet.
Före jul 2009 började Tasmet AB, ett helägt dotterbolag till Tasman Metals Ltd, att provborra. Totalt borrade man 26 hål om tillsammans 3 300 meter. Resultaten var uppmuntrande. Halterna av REE var högre än beräknat och halten av radioaktiva ämnen lägre. Tasman beslöt då att öka tillförlitligheten och ytterligare 23 nya borrhål med mindre avstånd mellan hålen utfördes. 
Resultaten från undersökningarna visade att det i Norra Kärr finns höga halter av yttrium och dysprosium, som båda är eftertraktade tunga sällsynta jordartsmetaller. Dessutom finns höga halter av zirkonium. Bergarterna grännait, lakarpit, kaxtorpit och pulaskit har påträffats. Även uran och torium men i mycket låga halter har visats finnas.
I februari 2012 hade totalt cirka 50 hål borrats på tillsammans 13 000 meter.

### Planer
Brytningen har varit tänkt att ske i dagbrott på ett 149 hektar stort område. Dagbrottet skulle kunna bli 250 meter djupt.
Norra Kärr räknas som en av världens fjärde största oexploaterade fyndigheter av tunga jordartsmetaller tillsammans med Nechalacho i norra Kanada, Kvanefjeld på södra Grönland och Strange Lake, Kanada. I Norra Kärr utgör de tunga jordartsmetallerna 52 procent av totala halten av sällsynta jordartsmataller. Fördelningsiffran 52 % har räknats på de ingående ämnen som om de är metalloxider, inte som metaller. Närmast kommer projekten Strange Lake med 42 procent och Kutessay II med 46 procent i Kirgizistan.
Den totala tillgången i Norra Kärr bedöms vara minst 60,5 miljoner ton. Alternativ till anrikning vid gruvan är anrikning samt renframställning i Estland där det redan finns en anläggning som ägs av Molycorp.

### Malmmineral
Det egentliga malmmineralet är eudialyt Na15Ca6(Fe2+,Mn2+)3Zr3(Si,Nb)(Si25O73)(O,OH,H2O)3(Cl,OH)2. Tasman Metals AB avser att magnetseparera mineralet från resten av malmen. REE kan ingå i eudialyt i stället för några av grundämnena i formeln. Tasman Metals AB avser inte utvinna zirkonium, hafnium eller niob utan de hamnar i en restprodukt som lagerhålls för framtida utvinning.

### Ansökan om bearbetningskoncession
Tasmet AB ansökte hos Bergsstaten om bearbetningskoncession för området Norra Kärr och lämnade även in ansökan om samråd enligt 3, 4 och 6 kap. miljöbalken till Länsstyrelsen i Jönköpings län. Länsstyrelsen granskade handlingarna och infordrade ytterligare underlag för att kunna bedöma vilket intresse som skulle ges företräde till marken. Den ansåg att ansökan skulle kompletteras på ett antal punkter:
- Redogörelse för hur riksintresset för kommunikationer (E4) enligt 3 kap. 8 § miljöbalken påverkas av vibrationer i samband med sprängningar inom koncessionsområdet, särskilt risken för sättningar.[20]
- Redogörelse som beskriver hur verksamheten inom koncessionsområdet kommer att påverka Natura 2000-områdena Narbäck, Holkaberg, Vendelstorp och Vättern.
- Redovisning av bakgrundshalter i marken med avseende på tungmetaller, uran och torium samt en redovisning med bedömning av risk för att dessa ämnen sprids i samband med gruvbrytningen.
- Beskrivning av om verksamheten är förenlig med översiktsplanen för Ödeshögs kommun.

I maj 2013 gav Bergsstaten bearbetningskoncession för brytning av sällsynta jordartsmetaller i Norra Kärr. Beslutet överklagades till regeringen. I januari 2014 beslutade regeringen att inte upphäva beviljandet om bearbetningskoncession och avslog därmed överklagandet.
För att provbrytningen skall kunna starta återstod bland annat att mark- och miljödomstolen gav verksamheten miljötillstånd, i vilken det även skall fastställas att bolaget kan lämna ekonomisk säkerhet för efterbehandling av marken. Mark- och miljödomstolen  beslutade den 31 mars 2014, efter att privatpersoner och naturskyddsföreningar överklagat, att bevilja miljötillstånd för provbrytning.
Beslutet överklagades till Mark- och miljööverdomstolen. Den 17 juni 2014 meddelade Tasman Metals att Mark- och miljööverdomstolen beslutat att inte ge överklagandet prövningstillstånd. Mark- och miljödomstolens beslut från mars 2014 står därmed fast.
Högsta förvaltningsdomstolen meddelade dom den 22 februari 2016 som upphäver regeringsbeslut såvitt det gäller tillstånd till bearbetningskoncession. Tasman Metals tillstånd för provbrytning har också gått ut utan att tillståndet tagits i anspråk. Den ansökan om förlängning som varit för prövning vid Länsstyrelsen Östergötland har dragits tillbaka av bolaget.

### Naturvärden i Gyllingesjön, Stavabäcken och Narbäcken
På uppdrag av Tasman Metal Ltd utfördes provtagningar, undersökningar och analyser av vatten, sediment, kiselalger, bottenfauna och fisk från Narbäcken, Stavabäcken och Gyllingesjön.
I Gyllingesjön dominerade tvåvingar. Vid provfiske fångades fyra olika arter, abborre, gädda, småvuxen mört och ruda.
I Stavabäcken dominerades bottenfaunan av tvåvingar.
Bottenfaunan i övre delen av Narbäcken dominerades av tvåvingar. Vid nedre delen dominerade dagsländor.

## Utveckling från 2021
Greena Mineral AB, ett dotterbolag till kanadensiska Leading Edge Materials Corporation, publicerade i augusti 2021 en plan för projektet i formen av en rapport om tekniska och ekonomiska förutsättningar för en brytning av malmen över 26 år och produktion av sällsynta jordartsmetaller, industrimineralet nefelinsyenit, zirconia och nioboxid. En stor skillnad med den nya planen är att man på plats i Norra Kärr nu endast planerar brytning och fysisk anrikning av malmen medan den senare våtkemiska processen för utvinning av oxidmaterialen förflyttas till en mer lämplig plats. Detta begränsar kraftigt markanvändningen på plats med upp till 80 % jämfört med tidigare planer, eliminerar behovet av att använda kemikalier på plats samt tar bort behovet av ett stort sandmagasin med gruvdammar. Brytningen är fortfarande tänkt att ske som ett dagbrott där måtten efter 26 års brytning är 800 m långt, 400 m brett och 150 m djupt. Gråberg och mineralet ägerin planeras att torrdeponeras på plats, även om det finns goda utsikter att även dessa material kan säljas som produkter. Resurstillgången beräknas till 110Mt malm vilket skulle räcka till ännu längre brytning än de 26 år som presenteras i rapporten. Den ekonomiska kalkylen i rapporten presenterar ett nettonuvärde på runt 7 miljarder kronor över 26 år och en årlig bruttovinst på runt 1 miljard kronor.
I dag räknas Norra Kärr som världens fjärde största fyndighet av tunga jordartsmetaller efter Nechalacho i norra Kanada, Kvanefjeld på södra Grönland och Strange Lake, Kanada. Ser man även till koncentrationen ligger Norra Kärr internationellt högst i klassen. I Norra Kärr utgör de tunga jordartsmetallerna 52 procent av totala halten av sällsynta jordartsmetaller. Fördelningssiffran 52 % har räknats på de ingående ämnen som om de är metalloxider, inte som metaller. Närmast kommer projekten Strange Lake med 42 procent och Kutessay II med 46 procent i Kirgizistan.
Den totala tillgången i Norra Kärr bedöms vara minst 60,5 miljoner ton. Förmodligen kommer Tasman Metals endast att bryta malmen och koncentrera den i Norra Kärr, men företaget undersöker också möjligheten till vidareförädling. 
Själva anrikningen och renframställningen kan göras i Estland där det redan finns en anläggning som ägs av Molycorp.

## Kritik
Protester har framförts och främst har risken för nedsmutsning av Vättern, som försörjer 250 000 människor och är en av Sveriges största dricksvattentäkter och femte största i Europa, och ett natura 2000-område,, samt ett Unesco biosfärområde, framhållits.
Mer generella invändningar har också framhållits, bland annat av Aktion Rädda Vättern. I sitt yttrande visade man på verksamhetens behov av syror och giftiga kemikalier cirka 1,5 kilometer från Vätterns östra strandlinje, vilket, tillsammans med sjöns långa omsättningstid (60 år), gör att effekterna av utsläpp kan bli långvariga. Aktionsgruppen hade också farhågor för vad sprängningar skulle kunna åstadkomma i form av sprickbildning.
12 november 2011 hölls ett informationsmöte i Byagården i Uppgränna, där bland annat Fältbiologerna redovisade sin sammanställning av möjliga risker.
Även två namninsamlingar har sagt nej till gruvdrift. , "No to rare earth mining in Norra Kärr, Sweden!"  på "thepetitionsite" och en blog 

## Opinionsundersökning
Under hösten 2014 presenterade dels Jönköpingsposten, dels P4 Jönköping, resultatet av olika opinionsundersökningar med villkorade frågor. Fler än 55 % av de tillfrågade var positiva till gruvan, färre än 40 % var emot.

## Ny ansökan om bearbetningskoncession 2024
Greenna Mineral AB aviserade i maj 2024 att företaget avsåg att på nytt ansöka om bearbetningskoncession.